# Escut de la Diputació de Lleida
L'escut oficial de la Diputació de Lleida té el següent blasonament:
Escut caironat: d'or, quatre pals de gules amb un escussó caironat de sinople amb un ram de lliri de sable movent de la punta i amb tres flors de lis nodrides, d'argent, a cada extrem; la bordura d'or carregada de quatre rodelles de gules. Per timbre una corona mural de província.

## Història
Va ser aprovat el 10 d'octubre del 2002.
El ram de lliris de l'escussó central és el senyal tradicional de la ciutat de Lleida des del segle xiii, capital de la província. No se sap amb seguretat d'on provenen aquests lliris, però es diu que estan relacionats amb la fertilitat de la plana lleidatana, regada pel Segre. Completen l'escut els quatre pals de les armes reials de Catalunya i quatre rodelles distintives.